# Rooster Cogburn
El alguacil del diablo (título original:Rooster Cogburn, en España El rifle y la Biblia),  es una película de aventuras estadounidense de 1975 dirigida por Stuart Millar y protagonizada por John Wayne (en su penúltima película) y Katharine Hepburn. Escrita por Martha Hyer, basada en el personaje de Rooster Cogburn creado por Charles McColl Portis en su novela del oeste de 1968 True Grit.

## Sinopsis
Rooster Cogburn, un alguacil borracho y en decadencia, es despojado de su placa por el juez federal Parker debido al exceso de dureza que utiliza en la búsqueda y captura de forajidos.

## Reparto
- John Wayne como U.S. Marshal Rooster Cogburn.
- Katharine Hepburn como Miss Eula Goodnight.
- Anthony Zerbe como Breed.
- Richard Jordan como Hawk.
- John McIntire como el juez federal Parker.
- Richard Romancito como Wolf.
- Paul Koslo como Luke.
- Strother Martin como Shanghai McCoy.
- Tommy Lee como Chen Lee.
- Jack Colvin como Red.
- Jon Lormer como el reverendo George Goodnight
- Lane Smith como Leroy.
- Warren Vanders como Bagby.
- Jerry Gatlin como Nose.
- Mickey Gilbert como Hambone (sin acreditar).
- Chuck Hayward como Jerry (sin acreditar).
- Gary McLarty como Emmett (sin acreditar).
- Andrew Prine como el marido de Fiona (sin acreditar).